# 李方桂
李 方桂（Fang-kuei Li、り・ほうけい、1902年8月20日 – 1987年8月21日）は、中国生まれで、中華民国とアメリカ合衆国で研究を行った言語学者。アメリカ・インディアンの言語、シナ・チベット語族、タイ・カダイ語族の研究に大きな足跡を残した。単に中国の言語の研究者というにとどまらず、言語学そのものの発展に寄与した点で趙元任と双璧をなす。

## 生涯
李方桂は広州に生まれた。1924年に清華学校を卒業後、アメリカ合衆国に留学した。2年後の1926年にミシガン大学を卒業、翌年シカゴ大学の修士、1929年に同大学の博士号を得るという猛スピードで学位を取得した。シカゴ大学ではエドワード・サピア、レナード・ブルームフィールド、カール・D・バック(英語版)に学び、アメリカ・インディアンの言語の調査を行った。
1929年に中国に戻って中央研究院歴史語言研究所の研究員となり、はじめ海南島の方言を調査したが、その後中国語以外の言語の調査に研究の中心を移し、広西のタイ・カダイ語族の諸言語をはじめて学問的に調査した。1937年から1939年に渡米してイェール大学で客員教授をつとめた後、中国に戻り、貴州・四川・雲南などでフィールドワークを行った。1946年から1949年まで再びハーバード大学とイェール大学で客員教授をつとめている。中華人民共和国が成立すると帰国をあきらめてそのままアメリカにとどまり、ワシントン大学で1949年から1969年まで、ハワイ大学で1969年から1974年まで教授をつとめた。その間に台湾でサオ語とアミ語の調査を行っている。
1987年にカリフォルニア州レッドウッドシティで没した。

## 研究内容・業績
- 李方桂は生涯に9冊の著書と、100を越える論文を書いている。
- アメリカ・インディアンの言語の研究結果としては、カリフォルニア州北部で話されるアサバスカ系の Mattole 語(英語版)の研究『Mattole: An Athabaskan Language』(1930、博士論文を著書にまとめたもの)がある。その後 Mattole 語は死語になったため、李方桂の記録がこの言語を知るための唯一の手掛りとなった。他にカリフォルニアの Wailaki 語(英語版)、カナダ北部の Hare 語(スレイビー語の一種)、アラスカのイヤック語などを調査している。
- 1930年代以降に行ったタイ・カダイ諸語の調査結果は後に『竜州土語』(1940)、『莫話記略』(1947)、『武鳴土語』(1956)、『水話研究』(1977)などの著作にまとめられた。
- 1977年の『A Handbook of Comparative Tai』はタイ祖語をはじめてしっかりした形で構築した著作である。
- 1937年の『The Chinese Year Book』中の記事「Languages and dialects」で示したシナ・チベット語族の分類は後世への影響がきわめて大きかった。小川環樹による邦訳がある[3]。
- 中国語の歴史的研究の方面では、1930年代にカールグレンの『Études sur la phonologie chinoise』を趙元任・羅常培とともに中国語に翻訳しているほか、「切韻 â 的来源」(1931)以来、上古音に関する研究を発表した。「Some Old Chinese Loan Words in the Tai Languages」(1945)は10ページしかないが、タイ諸語の十二支を表す中国語からの古い借用語を上古音の推定に利用してみせた画期的な論文であった。上古音に関する研究は1971年の『上古音研究』にまとめられ、母音体系や音節頭の子音連結などに問題の多かったカールグレンの体系にかわる代表的な上古音の再構として、1990年代に新しい研究が出現するまでよく利用された。

## 著作
台湾の清華大学出版社から『李方桂全集』全13巻が出版されている。